# Fiebelman-Nunatak
Der Fiebelman-Nunatak ist ein 1450 m hoher Nunatak im westantarktischen Ellsworthland. Als einer der Grossman-Nunatakker ragt er 7 km ostnordöstlich des Cheeks-Nunatak auf.
Der United States Geological Survey (USGS) kartierte ihn anhand eigener Vermessungen und mithilfe von Luftaufnahmen der United States Navy aus den Jahren von 1965 bis 1968. Das Advisory Committee on Antarctic Names benannte ihn 1988 nach Harold E. Fiebelman, Kartograf des USGS, der zwischen 1972 und 1973 im Gebiet um die Byrd-Station und um die Amundsen-Scott-Südpolstation tätig war.